# Wilhelm Leche

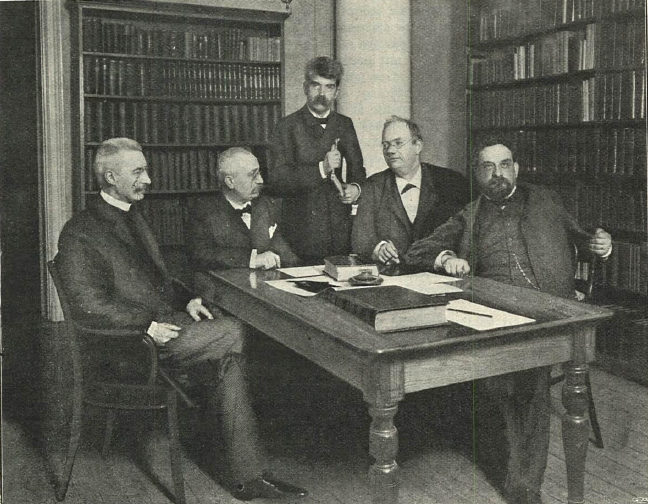
Nordisk familjeboks redaktionskommitté 1903. Från vänster till höger: Wilhelm Leche, Theodor Westrin, Bernhard Meijer, Johan Fredrik Nyström och Karl Warburg.

Jakob Wilhelm Ebbe Gustaf Leche, född den 4 september 1850 i Helsingborg, död den 29 januari 1927, var en svensk zoolog och professor. Han var son till Carl Leche samt far till Gunnar Leche och Mia Leche Löfgren.
Leche blev 1870 student vid Lunds universitet, 1875 filosofie kandidat och 1877 filosofie doktor, tjänstgjorde 1873-1877 som extra ordinarie amanuens vid geologiska institutionen, var 1876-1880 docent i zoologi i Lund, blev 1880 tillförordnad lärare och 1884 professor i zoologi vid Stockholms högskola, vars första vetenskapliga institution, den zootomiska, han grundlade. Leche studerade anatomi i Heidelberg (under Carl Gegenbaur), München och Berlin (1877) samt embryologi i Messina och Neapel (vintern 1883-1884). Leche var rektor för Stockholms högskola 1887-1890. 
Som lärare och författare har Leche speciellt sökt att med den jämförande anatomins, paleontologins och embryologins hjälp utreda det genetiska sammanhanget mellan olika däggdjursgrupper; hit hör hans arbeten Die Entwicklung des Unterarms und Unterschenkels bei Chiroptera (1879), Zur Anatomie der Beckenregion bei Insectivora (1883), Über die Säugetiergattung Galeopithecus (1886), ett flertal arbeten över pungdjurens morfologi samt Beziehungen zwischen Gehirn und Schädel (1911) med flera.
Genom en serie undersökningar rörande tandsystemets utveckling hos individen såväl som hos släktet kunde han lämna väsentliga bidrag till dessa genealogiska frågors lösning; av de arbeten som hör hit kan nämnas Über die Zahnentwicklung von Iguana tuberculata (1893), Zur Entwicklungsgcschichte des Zahnsystems der Säugetiere (3 delar, 1895-1907), Untersuchungen über das Zahnsystem lebender und fossiler Halbaffen (1897), Zur Morphologie des Zahnsystems der Insectivoren (1897), Zur Frage nach der stammesgeschichtlichen Bedeutung des Milchgebisses bei den Säugetieren (1909, 2:a delen 1915) och Morphologisch-geographische Formenreihen bei den Säugetieren (1921). 
I den bekanta zoologiska encyklopedin Bronn’s Klassen und Ordnungen des Tierreichs bearbetade Leche däggdjurens anatomi (38 häften). Frågor av allmänbiologiskt innehåll behandlade han i Några nyare strömningar inom descendensläran (1902) och Ein fall von Vererbung erworbener Eigenschaften (1902). I Sven Hedins Scientific results of a journey in Central Asia 1899-1902 skrev Leche avdelningen zoologi (1904).
Av Leches populärvetenskapliga arbeten kan, förutom ett stort antal zoologiska artiklar i Nordisk familjebok (av vars redaktionskommitté han sedan 1902 var medlem), nämnas Några blad ur organismernas utvecklingshistoria (1901) samt Människan, hennes uppkomst och utveckling (1909, 3 upplagor, den 3:e 1915; tysk översättning 1911, 2:a upplagan 1922, även översatt till finska och ryska). 
Genom sina under en längre följd av år konsekvent och målmedvetet genomförda studier över utvecklingshistoriska frågor samt sin populärvetenskapliga författarverksamhet på detta område har Leche för alla tider hävdat sin ställning som descendenslärans främste målsman i Sverige under slutet av 1800-talet och första decenniet av 1900-talet, på samma gång han genom sina ingående studier i däggdjurens jämförande anatomi innehar obestridd rangplats som en av det tidiga 1900-talets främsta däggdjursanatomer. 
Även på andra kulturella områden har Leche varit verksam; sålunda har han tagit initiativet till stiftandet av Samfundet S:t Erik 
(1901) och till sommarkurserna i Stockholm, som första gången hölls 1902. Varm främjare av folkbildningen, har Leche sedan 1887 tillhört Arbetarinstitutets i Stockholm styrelse, från 1897 till 1922 dess ordförande, samtidigt med att han var en av denna läroanstalts mest uppburna föreläsare; från 1910 var han ledamot i Folkbildningsförbundets överstyrelse. Leche var även ordförande i Svenska sällskapet för rashygien (1910-1921).
Leche var ledamot av Fysiografiska sällskapet i Lund (1878), av Vetenskapssocieteten i Uppsala (1908), Vetenskaps- och vitterhetssamhället i Göteborg (1917) och Kungliga Vetenskapsakademien (1921) samt av flera vetenskapliga samfund i utlandet.
Höstterminen 1910 avtäcktes på Stockholms högskolas zootomiska institut till firande av Leches 60-årsdag och 30-åriga verksamhet som lärare vid högskolan hans av Oscar Björck målade porträtt. Han tog avsked från professuren vid Stockohlms högskola 1918. Vid detta tillfälle överlämnade vänner och elever en penningsumma till Stockholms högskola  (Wilhelm Leches fond) att användas till understöd åt zoologistuderande och yngre lärare i zoologi vid högskolan.